# Typhlocaris ayyaloni
Typhlocaris ayyaloni ist eine in der israelischen Ajalon-Höhle endemische Art der Zehnfußkrebse. Sie ist die vierte Art der 1909 von William Thomas Calman aufgestellten Gattung Typhlocaris, die blinde Höhlenkrebse aus verschiedenen Mittelmeerländern umfasst.

## Entdeckung
Im März 2006 wurde in Israel die Ajalon-Höhle entdeckt. Sie ist eine Karsthöhle und befindet sich in einem Kalksteinbruch in der Nähe der Stadt Ramla, etwa 24 Kilometer vom Mittelmeer entfernt, die mit etwa 100 Metern Tiefe bis fast an den Grundwasserspiegel heranreicht. Etwa 200 Meter vom Höhleneingang entfernt befindet sich in einer Halle ein unterirdisch gespeister Höhlensee, in dem verschiedene Arten von Krebstieren leben. Unter ihnen ist Typhlocaris ayyaloni die größte Art und kommt im Höhlensee zu hunderten vor.

## Beschreibung
Typhlocaris ayyaloni ist ein blinder Krebs von durchscheinend weißer Farbe mit einer Länge von bis zu 48 mm bei einer Länge des Carapax von bis zu 16 mm. Die meisten der im Höhlensee beobachteten Krebse hatten Längen von 20 bis 27 mm, dabei hatten auch kleine Tiere von 21 mm Länge bereits voll ausgebildete Geschlechtsorgane und waren anscheinend ausgewachsen.
Da keine Eier tragenden weiblichen Tiere oder Jungtiere unter 12 mm Länge gefunden wurden, geht man davon aus, dass der Höhlensee lediglich als Futterplatz dient und die Fortpflanzung an geeigneteren Stellen stattfindet. Dafür kämen nur bislang unentdeckte Hohlräume in Betracht. Frisch gehäutete Exemplare lassen die inneren Organe erkennen, ältere Individuen sind weiß ausgefärbt und häufig mit einem möglicherweise von Bakterien gebildeten gelblichen Film bedeckt, so dass sie blassgelb erscheinen.
In der Höhle konnten einzelne Exemplare von Typhlocaris ayyaloni dabei beobachtet werden, wie sie an die Wasseroberfläche aufstiegen und sich auf den Rücken drehten. Ein derartiges Verhalten war bei der nahe verwandten Art Typhlocaris galilea noch nie beobachtet worden. Dieses Verhalten wurde als Futteraufnahme interpretiert, ein anderer Erklärungsversuch sieht es als Sauerstoffaufnahme an der Wasseroberfläche. Eine Untersuchung des Darminhalts von zwei Exemplaren zeigte, dass sie sich direkt von den Bakterienrasen und kleineren Krebstieren der Art Tethysbaena ophelicola ernährten. Im Labor zeigte sich Typhlocaris ayyaloni als unempfindlich gegen Lichtreize, reagierte aber auf Vibrationen und Bewegungen in ihrer Umgebung sehr empfindlich und zeigte Flucht- und Abwehrreaktionen.

## Systematik
Die Gattung Typhlocaris steht in der Familie Typhlocarididae innerhalb der Teilordnung Caridea der Zehnfußkrebse. Sie umfasst vier Arten von Höhlenkrebsen mit Fundorten in Israel, Libyen und Italien. Die erste israelische Art Typhlocaris galilea wurde Anfang des 20. Jahrhunderts am Ufer des Sees Genezareth entdeckt. Für die wissenschaftliche Bestimmung der in der Ajalon-Höhle vorgefundenen Krebse wurden 18 Exemplare mit Gesamtlängen von 12 bis 48 mm eingefangen und im Labor der Hebräischen Universität von Jerusalem untersucht.
Der Holotypus ist ein am 24. Mai 2006 gefangenes männliches Tier mit einer Gesamtlänge von 36,8 mm und einer Carapax-Länge von 12,7 mm. Hinzu kommen ein weiblicher Allotypus und 16 Paratypen, alle zwischen März und Juli 2006 in der Ajalon-Höhle gefangen. Die Typusexemplare werden in der Sammlung des Instituts für Wirbellose der Hebräischen Universität aufbewahrt, der Holotypus hat die Inventarnummer HUJINVDEC 381, der Allotypus die Nummer HUJINVDEC 384.
Der Artname ayyaloni ist von der Ajalon-Höhle als Typuslokalität abgeleitet. Diese wiederum liegt in dem bereits im Alten Testament (Jos 10,12 ) erwähnten Tal von Ajalon.

## Ökologie

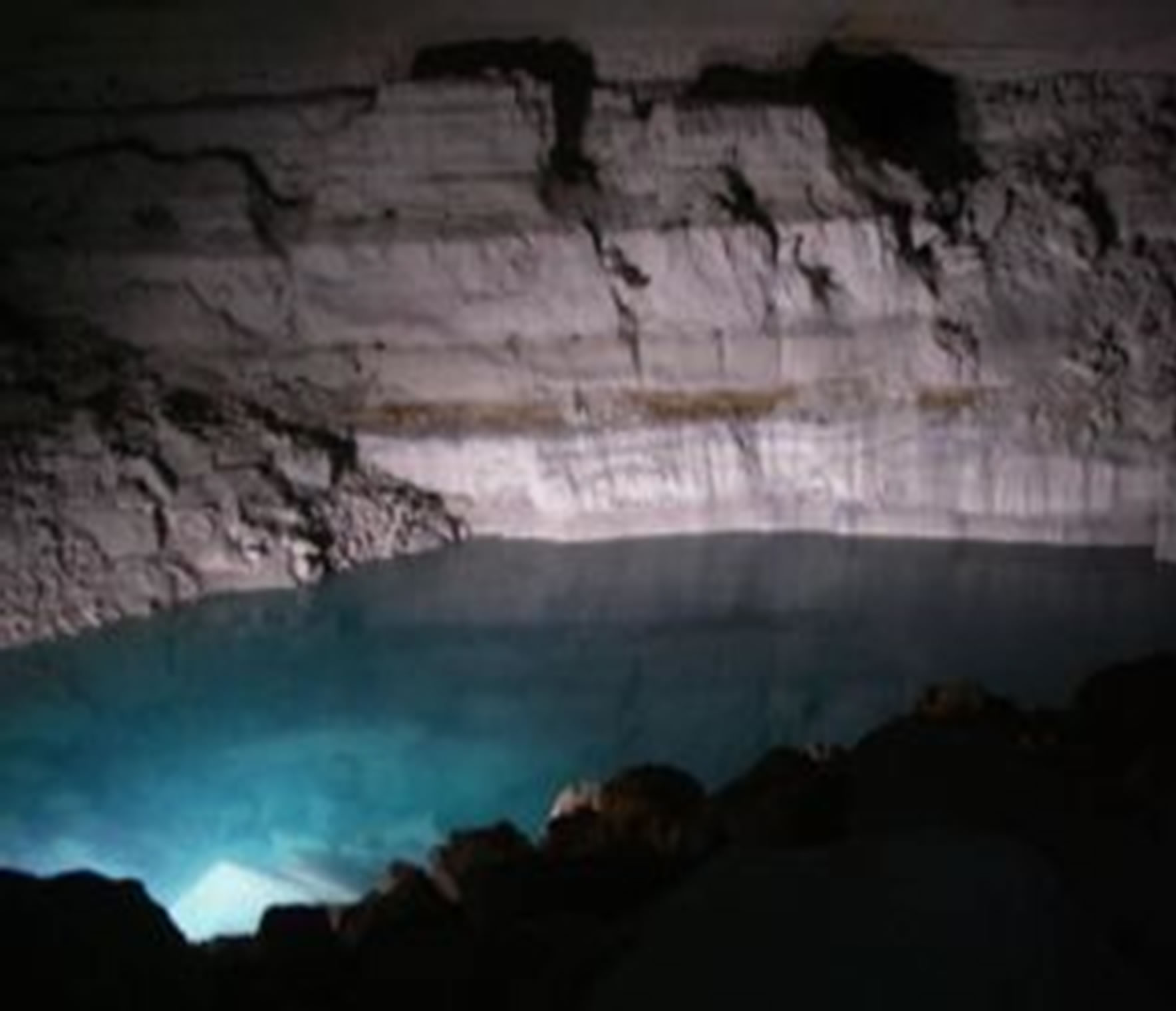
Ajalon-Höhle, Halle mit dem Höhlensee

Die Ajalon-Höhle bildete bis zu ihrer Freilegung ein von der Außenwelt abgeschlossenes Ökosystem, in das wegen einer darüber liegenden und Dutzende Meter starken Kalksteinschicht weder Wasser noch organisches Material von der Oberfläche eindringen konnte. Die Höhle besteht neben einer Anzahl von Gängen aus einer großen Kammer mit einem See, in dem sich salzhaltiges Grundwasser mit einer hohen Konzentration von Schwefelwasserstoff befindet. Das Ökosystem der Ajalon-Höhle basiert auf der von großen Mengen schwefeloxidierender Bakterien produzierten Biomasse. An Höhlentieren fand man neben Typhlocaris ayyaloni Populationen von weiteren Krebstieren, Pseudoskorpione, Fischchen und Springschwänzen, sowie etwa dreißig leere Hüllen des Skorpions Akrav israchanani.
Die Ajalon-Höhle befindet sich im Bereich des Yarkon–Taninim-Aquifer. Der Fundort von Typhlocaris galilea als der zweiten in Israel endemischen Art aus der Gattung Typhlocaris, befindet sich mehr als 120 Kilometer entfernt am Ufer des See Genezareth. Die Wassersysteme der Fundorte sind nicht miteinander verbunden.
In der Roten Liste gefährdeter Arten der IUCN wird die Art Typhlocaris ayyaloni als „Endangered (EN)“ („stark gefährdet“) eingestuft. Die Einstufung wird mit der geringen Zahl der Fundorte und mit der beobachteten Verschlechterung des Habitats begründet.